# Raja (rodzaj)
Raja – rodzaj ryb chrzęstnoszkieletowych z rodziny rajowatych (Rajidae).

## Rozmieszczenie geograficzne
Do rodzaju należą gatunki występujące w wodach wschodniego i południowo-wschodniego Oceanu Atlantyckiego, południowo-zachodniego Oceanu Indyjskiego oraz południowo-wschodniego i północno-zachodniego Oceanu Spokojnego.

## Morfologia
Długość ciała do 139 cm; masa ciała (największa opublikowana) do 18 kg.

## Systematyka
Rodzaj zdefiniował w 1758 roku szwedzki przyrodnik Karol Linneusz w dziesiątym wydaniu Systema Naturae, publikacji własnego autorstwa poświęconej systematyce zwierząt. Gatunkiem typowym jest (późniejsze oznaczenie) raja motyl (R. miraletus).

### Etymologia
- Raja: łac. raia ‘raja, płaszczka’[15].
- Cephaleutherus: gr. κεφαλη kephalē ‘głowa’[16]; ευθηρος eutheros ‘dobry łowca, dobra przynęta’[17]. Gatunek typowy (oznaczenie monotypowe): Cephaleutherus maculatus Rafinesque, 1810 (= Raja clavata Linnaeus, 1758).
- Platopterus: gr. πλατυς platus ‘szeroki’[18]; πτερον pteron ‘skrzydło, płetwa’[19].
- Dasybatus (Dasybatis): gr. δασυς dasus ‘kosmaty, chropowaty’[20]; βατoς batos lub βατις batis ‘płaska ryba, zwykle stosowana w odniesieniu do płaszczki lub rai’[21]. Gatunek typowy (późniejsze oznaczenie): Raja clavata Linnaeus, 1758[22].
- Rajabutis: łac. raia ‘raja, płaszczka’[23]; gr. βατoς batos lub βατις batis ‘płaska ryba, zwykle stosowana w odniesieniu do płaszczki lub rai’[21]. Gatunek typowy: Raja mosaica Lacépède, 1802 (= Raja undulata Lacépède, 1802).
- Batis: gr. βατoς batos lub βατις batis ‘płaska ryba, zwykle stosowana w odniesieniu do płaszczki lub rai’[21]. Gatunek typowy (oryginalne oznaczenie (także monotypowe)): Raja radula Delaroche, 1809.
- Hieroptera: gr. ἱερος hieros ‘boski, święty’[24]; πτερον pteron ‘skrzydło, płetwa’[19]. Gatunek typowy (oryginalne oznaczenie (także monotypowe)): Hieroptera abredonensis Fleming, 1841 (= Raja clavata Linnaeus, 1758).
- Eleutherocephalus: gr. ελευθερος eleutheros ‘wolny’[25]; -κεφαλος -kephalos ‘-głowy’, od κεφαλη kephalē ‘głowa’[16].
- Perioptera: gr. περι peri ‘dookoła’[26]; πτερον pteron ‘skrzydło, płetwa’[19].

### Podział systematyczny
Do rodzaju należą następujące występujące współcześnie gatunki:
- Raja asterias Delaroche, 1809 – raja gwiaździsta[27]
- Raja brachyura Lafont, 1873 – raja białoplama[28]
- Raja clavata Linnaeus, 1758 – raja nabijana[28]
- Raja cyanoplax Koerber & Kast, 2023
- Raja herwigi Krefft, 1965
- Raja karagea Tanaka, 1927
- Raja maderensis Lowe, 1838 – raja maderska[27]
- Raja mauritaniensis White & Fricke, 2021
- Raja microocellata Montagu, 1818 – raja drobnooka[27]
- Raja miraletus Linnaeus, 1758 – raja motyl[28]
- Raja montagui Fowler, 1910 – raja nakrapiana[27]
- Raja ocellifera Regan, 1906
- Raja parva Last & Séret, 2016
- Raja polystigma Regan, 1923 – raja plamista[29]
- Raja radula Delaroche, 1809
- Raja straeleni Poll, 1951
- Raja undulata Lacépède, 1802 – raja bruzdowana[27]

Opisano również gatunki wymarłe:
- Raja amphitrita Engelbrecht, Mörs, Reguero & Kriwet, 2019[31] (Antarktyda; eocen)
- Raja antiqua Agassiz, 1843[32]
- Raja borussica Noetling, 1885[33] (Europa)
- Raja farishi Case & Cappetta, 1997[34] (Ameryka Północna; kreda)
- Raja gentili Joleaud, 1912[35] (Europa; miocen)
- Raja harrisae Ward, 1984[36] (Europa; eocen)
- Raja holsatica Reinecke, Von Der Hocht & Gürs, 2008[37] (Europa; miocen)
- Raja louisi Cappetta, 1972[38] (Afryka; paleocen)
- Raja manitaria Engelbrecht, Mors, Reguero & Kriwet, 2019[39] (Antarktyda; eocen)
- Raja mccollumi Cicimurri & Knight, 2010[40] (Ameryka Północna; oligocen)
- Raja michauxi Adnet, 2006[41] (Europa; eocen)
- Raja olisiponensis (Jonet, 1968)[42] (Europa; miocen)
- Raja ornata Agassiz, 1843[32]
- Raja philippi Münster, 1846[43] (Europa; czwartorzęd)
- Raja suboxyrhynchus Lawley, 1876[44] (Europa; pliocen)
- Raja sudhakari Prasad & Cappetta, 1993[45] (Azja; kreda)
- Raja thiedei Reinecke, 2015[46] (Europa; oligocen)